# Enrico Tazzoli (sommergibile)
L'Enrico Tazzoli era un sommergibile della Regia Marina appartenente alla classe Calvi, una classe di sommergibili oceanici composta da tre battelli, costruiti negli anni trenta presso i Cantieri Navali del Muggiano (La Spezia): Calvi, Finzi e Tazzoli. Esso prendeva il nome dall'eroe del Risorgimento, don Enrico Tazzoli.

## Storia
Varato il 13 ottobre 1935 ed entrato in servizio il 18 aprile 1936, partecipò clandestinamente alla guerra civile spagnola prendendo parte a tre infruttuose missioni fra la fine del 1936 e l'inizio del 1937; durante una di queste cercò di silurare un cacciatorpediniere repubblicano spagnolo (Lazaga o Almirante Valdés), senza tuttavia riuscirci e ricevendo anche una reazione con bombe di profondità che provocò alcuni danni.
All'ingresso dell'Italia nel secondo conflitto mondiale svolse una sola missione (priva di risultati) in Mediterraneo e venne poi destinato all'Atlantico; sarebbe dovuto partire già nell'agosto 1940 ma dovette rimandare la partenza causa alcune avarie.
Salpò il 2 ottobre 1940 da La Spezia al comando del c.c. Vittore Raccanelli e il 7 ottobre passò lo stretto di Gibilterra, sprofondando, causa le correnti, sino a 124 metri di profondità (inconveniente capitato a diversi sommergibili nel passaggio di tale stretto). L'11 ottobre avvistò un convoglio ma non poté attaccarlo per il maltempo e l'arrivo di due unità scorta. Il Tazzoli giunse a Bordeaux, sede della base italiana di Betasom, il 24 del mese, dopo aver affondato al largo di Capo San Vincenzo, il 12 ottobre, il piroscafo jugoslavo Orao (5135 tsl). Alla foce della Gironda il sommergibile fu cannoneggiato e mitragliato da una nave nemica e s'allontanò immergendosi.
Svolse una seconda missione atlantica (di 32 giorni) fra il dicembre 1940 ed il gennaio 1941; attaccò col cannone il piroscafo Everleight ma questi rispose con l'armamento di bordo e si portò fuori dalla vista aiutato anche dalla pioggia; il Tazzoli affondò poi, al largo delle coste scozzesi, il 27 dicembre 1940, il piroscafo britannico Ardhaban (4980 tsl).

Il capitano di corvetta Carlo Fecia di Cossato fu il più celebre comandante del Tazzoli e un asso dei sommergibilisti

Dal 5 aprile 1941 imbarcò quelli che sarebbero divenuti sommergibilisti italiani di maggior successo: il capitano di corvetta Carlo Fecia di Cossato come comandante ed il tenente di vascello Gianfranco Gazzana-Priaroggia come comandante in seconda (quest'ultimo successivamente si sarebbe distinto al comando dei sommergibili Archimede e Leonardo Da Vinci. Questi due valorosi comandanti avrebbero dato vita ad una singolare competizione: Il Tazzoli, al comando di Fecia di Cossato, stabilì il primato delle unità nemiche affondate, 18, mentre il Da Vinci comandato da Gazzana-Priaroggia stabilì il primato della quantità di tonnellaggio nemico affondato, 120.243 tsl).
Nella successiva missione di 46 giorni stazionò dapprima al largo di Lisbona e si portò poi verso l'Equatore seguendo la costa dell'Africa, conseguendo tre risultati: il 15 aprile 1941 silurò il piroscafo britannico Aurillac (4733 tsl) cui diede poi il colpo di grazia con altri due siluri e col cannone, il 7 maggio affondò con quattro siluri la motonave norvegese Fernlane (4310 tsl) e due giorni dopo colò a picco la nave cisterna norvegese Alfred Olsen (8817 tsl) dovendo impiegare tutti i restanti siluri ed un centinaio di proiettili d'artiglieria; durante il rientro, quando ormai era arrivato all'imboccatura della Gironda, fu attaccato da un aereo con il lancio di sei bombe ma lo respinse danneggiandolo.
Nella missione seguente, sempre al largo delle coste africane, distrusse il relitto del piroscafo inglese Sangara (5449 tsl) che era però già all'incaglio e inutilizzabile dopo il siluramento da parte del sommergibile tedesco U. 69; il 19 agosto mandò invece a fondo la nave cisterna norvegese Sildra (7313 tsl) a una cinquantina di miglia da Freetown.

Il comandante Fecia di Cossato (al centro) scruta l'orizzonte dalla torretta del Tazzoli

Nel dicembre 1941, il Tazzoli partecipò, partendo da Bordeaux, insieme a 3 U-Boot tedeschi al salvataggio di oltre 400 naufraghi di due navi tedesche: la famosa nave corsara Atlantis, affondata a sud dell'Equatore, e la nave cisterna Python, affondate al largo delle Isole del Capo Verde qualche giorno dopo aver recuperato i marinai dell'Atlantis. L'impresa fece guadagnare a Fecia di Cossato un'importante decorazione tedesca da parte dell'ammiraglio Dönitz: la Croce di Ferro di 1ª Classe.
L'11 febbraio 1942 il Tazzoli partì per un'altra missione: colò a picco dapprima il piroscafo olandese Astrea (1406 tsl) il 6 marzo 1942, poi l'indomani la motonave norvegese Tonsbergfjord (3156 tsl) seguita dopo due giorni dal piroscafo uruguaiano Montevideo (5785 tsl); l'11 marzo affondò il piroscafo panamense Cygnet (3628 tsl) e dopo altri due giorni l'inglese Daytonian (6434 tsl), concludendo con la nave cisterna Athelqueen (8780 tsl) il 15 marzo: in tutto, in questa missione, aveva svolto sette attacchi con il lancio di 17 siluri dei quali 13 erano andati a segno.
Il 24 giugno 1942 partì per una nuova missione durante la quale operò nei Caraibi ove affondò il piroscafo olandese Castor (1830 tsl) il 1º agosto 1942 e la nave cisterna norvegese Havsten (6161 tsl) cinque giorni dopo; la missione durò 71 giorni con oltre 10.000 miglia percorse.

21 dicembre 1942. Il Tazzoli si appresta a recuperare da una barca di salvataggio un naufrago ferito della Queen City

Il 14 novembre 1942 partì per la sua ultima missione offensiva, durante la quale fece rifornimento di carburante dal sommergibile Leonardo Da Vinci e abbatté un velivolo Bristol che l'aveva attaccato; affondò nello stesso giorno – 12 dicembre 1942 – il piroscafo inglese Empire Hawk (5032 tsl) e l'olandese Ombilin (5658 tsl); il 21 affondò il piroscafo britannico Queen City (4814 tsl) e a Natale il Dona Aurora di 5011 tsl, americano, rientrando poi alla base il 26 gennaio 1943.
Alla fine del 1942, prima che rientrasse dall'ultima missione, era stato deciso di adibire il Tazzoli, insieme ai sommergibili Barbarigo, Cagni, Finzi, Giuliani, Torelli e Comandante Cappellini al trasporto speciale con l'Estremo Oriente, con modifiche che avrebbero riguardato anche la rimozione di parte dell'armamento; i lavori terminarono nell'aprile-maggio 1943. Nel febbraio 1943 Carlo Fecia di Cossato, promosso Capitano di Fregata, ne lasciò il comando per assumere quello della 3ª Squadriglia Torpediniere, a bordo di nave Aliseo, una torpediniera della Classe Ciclone, con la quale si sarebbe successivamente distinto in altre valorose imprese.
Il sommergibile partì per la prima missione di trasporto il 16 maggio 1943, al comando del c.c. Giuseppe Caito, (con a bordo 165 tonnellate di materiali e alcuni tecnici che avrebbero dovuto provvedere all'allestimento di una base sommergibilistica italiana in Estremo Oriente) ma non se ne seppe più nulla. Dato che avrebbe dovuto comunicare con la base (ma non lo fece) il 24, è verosimile che sia andato perduto fra il 17 ed il 24 maggio 1943, probabilmente saltato su una mina posata da velivoli della Royal Air Force. Con il sommergibile scomparvero il comandante Caito, cinque altri ufficiali e 44 o 46 fra sottufficiali e marinai, più 5 operai civili. Come ipotesi alternative sono state considerate un attacco aereo inglese (smentita da una ricerca effettuata negli archivi RAF) e l'attacco dell'unità statunitense U.S.S. Mackenzie che, effettivamente, il 16 maggio nel Golfo di Biscaglia lanciò due cariche di profondità alle coordinate 38 53N 20 33W senza tuttavia poterne verificare l'esito. L'attacco fu ripetuto il 22 maggio, sempre senza vittime apparenti.
La tragedia segnò profondamente Fecia di Cossato.
Nel dopoguerra venne ribattezzato Enrico Tazzoli il sommergibile oceanico statunitense USS Barb che, dopo aver partecipato alla seconda guerra mondiale ed essere stato posto in riserva dalla US Navy venne radicalmente rimodernato, secondo nuovi standard detti GUPPY per essere consegnato alla Marina Militare Italiana il 13 dicembre 1954, prestando servizio fino al 28 febbraio 1973.

## Affondamenti avvenuti sotto il comando di Carlo Fecia di Cossato
Le vittorie ufficiali e confermate dalla documentazione delle nazioni nemiche attribuite a Carlo Fecia di Cossato sono in tutto diciassette. Molte fonti rivendicano anche l'affondamento di un incrociatore affondato il 12 aprile 1941 rimasto sconosciuto ma presumibilmente britannico.
Risultano anche abbattuti due aerei: un Blenheim inglese il 23 maggio 1941 ed un quadrimotore Short Stirling americano l'8 novembre 1942.

Carlo Fecia di Cossato sul Tazzoli durante la navigazione

| Sommergibile Tazzoli | Data             | Nave affondata | Nazionalità | Tonnellaggio | Note |
| -------------------- | ---------------- | -------------- | ----------- | ------------ | ---- |
| Sommergibile Tazzoli | 15 aprile 1941   | Aurillac       | Regno Unito | 4734 tsl     |      |
| Sommergibile Tazzoli | 7 maggio 1941    | Fernlane       | Norvegia    | 4310 tsl     |      |
| Sommergibile Tazzoli | 9 maggio 1941    | Alfred Olsen   | Norvegia    | 8817 tsl     |      |
| Sommergibile Tazzoli | 12 agosto 1941   | Sangara        | Regno Unito | 5449 tsl     |      |
| Sommergibile Tazzoli | 19 agosto 1941   | Sildra         | Norvegia    | 7313 tsl     |      |
| Sommergibile Tazzoli | 6 marzo 1942     | Astrea         | Paesi Bassi | 1406 tsl     |      |
| Sommergibile Tazzoli | 7 marzo 1942     | Tonsbergfjord  | Norvegia    | 3156 tsl     |      |
| Sommergibile Tazzoli | 9 marzo 1942     | Montevideo     | Uruguay     | 5785 tsl     |      |
| Sommergibile Tazzoli | 11 marzo 1942    | Cygnet         | Panama      | 3628 tsl     |      |
| Sommergibile Tazzoli | 13 marzo 1942    | Daytonian      | Regno Unito | 6434 tsl     |      |
| Sommergibile Tazzoli | 15 marzo 1942    | Athelqueen     | Regno Unito | 8780 tsl     |      |
| Sommergibile Tazzoli | 1º agosto 1942   | Kastor         | Grecia      | 1830 tsl     |      |
| Sommergibile Tazzoli | 7 agosto 1942    | Havsten        | Norvegia    | 6161 tsl     |      |
| Sommergibile Tazzoli | 12 dicembre 1942 | Empire Hawk    | Regno Unito | 5032 tsl     |      |
| Sommergibile Tazzoli | 12 dicembre 1942 | Ombilin        | Paesi Bassi | 5658 tsl     |      |
| Sommergibile Tazzoli | 21 dicembre 1942 | Queen City     | Regno Unito | 4814 tsl     |      |
| Sommergibile Tazzoli | 25 dicembre 1942 | Dona Aurora    | Stati Uniti | 5011 tsl     |      |